# Каматерон
Каматеро́н (греч. Καματερόν ή Καματερό) — город в Греции, северный пригород Афин. Расположен на высоте 160 метров над уровнем моря, на Афинской равнине, у северо-восточного подножия горы Пойкила, в 9 километрах к северу от центра Афин. Входит в общину Айи-Анарьири-Каматерон в периферийной единице Западные Афины в периферии Аттика. Население 28 361 житель по переписи 2011 года. Площадь 5,95 квадратного километра.
Сообщество создано в 1933 году (ΦΕΚ 109Α), в 1972 году (ΦΕΚ 88Α) создана община.

## История
На месте Каматерона находился древних дем Эвпириды, который относился к филе Леонтида.
27 января 1827 года в области Каматерона состоялась битва при Каматеро, в которой 3500 греков под командованием Дионисиоса Вурвахиса противостояли турецким войскам под командованием Кютахи. Турки победили и убили 300 греков, включая Вурвахиса.

## Население
| Год  | Население, человек |
| ---- | ------------------ |
| 1920 | 378                |
| 1928 | 388                |
| 1940 | 560                |
| 1951 | 783                |
| 1961 | 3304               |
| 1971 | 11 382             |
| 1981 | 15 593             |
| 1991 | 17 725             |
| 2001 | 23 172             |
| 2011 | ↗ 28 361           |